# Észak-Macedónia hívójelkörzetei
Észak-Macedónia jelenleg (2024) nincs felosztva hívójelkörzetekre. Az ITU az Z3 prefixet osztotta ki az ország számára,  de számos más hívójelprefix is létezik, amelyek még jelenleg is az országhoz köthetőek.
| YT5, YU5, YZ5 | Jugoszlávia 5-ös körzete volt.                                    |
| 4N5, 4O5      | Jugoszlávia 5-ös körzete volt.                                    |
| Z3            | Észak-Macedónia jelenleg használt, ITU által jóváhagyott prefixe. |

## Lajstromjel
Vízi és légi járművek lajstromjelezéséhez a Z3 prefixet használják.